# 伯恩·迪布纳
伯恩·迪布纳（英語：Bern Dibner，1897年8月18日—1988年1月6日）是一位乌克兰出生的犹太裔美国电气工程师、企业家和科学技术史家。他建立了迪布纳基金（Dibner Fund）并捐助建立了两个科学技术史有关的博物馆。